# Stanisław Czechoński
Stanisław Andrzej Czechoński (ur. 12 maja 1944 w Szczebrzeszynie, zm. 13 stycznia 2021 tamże) – polski rolnik i polityk, poseł na Sejm I kadencji.

## Życiorys
Syn Jana i Feliksy. Ukończył w 1964 liceum ogólnokształcące w Zamościu. Zajął się prowadzeniem działalności rolnej. Zaangażowany w działalność opozycyjną. Był członkiem „Solidarności” Rolników Indywidualnych. W stanie wojennym został internowany.
W 1991 uzyskał mandat posła na Sejm I kadencji. Został wybrany z listy Porozumienia Ludowego w okręgu chełmsko-zamojskim. Pod koniec kadencji był posłem niezrzeszonym. Zasiadał w Komisji Ochrony Środowiska, Zasobów Naturalnych i Leśnictwa. Nie ubiegał się o reelekcję.

## Odznaczenia
W 2017 odznaczony Krzyżem Kawalerskim Orderu Odrodzenia Polski oraz Krzyżem Wolności i Solidarności.